# محمد مسجدجامعی
محمد مسجدجامعی (متولد ۱۳۳۲) روحانی ایرانی و سفیر سابق ایران در واتیکان و مغرب است. او دانش‌آموخته دکتری ژئوپولتیک از دانشگاه پیزای ایتالیا است و از درس خارج فقه و اصول وحید خراسانی و میرزا جواد آقا تبریزی در دهه شصت بهره برده‌است. او همچنین عضو هیئت علمی دانشکده روابط بین الملل وزارت امور خارجه و  مشاور عالی و مدرس دانشگاه ادیان و مذاهب است.
| مناصب دیپلماتیک                  | مناصب دیپلماتیک                 | مناصب دیپلماتیک         |
| -------------------------------- | ------------------------------- | ----------------------- |
| پیشین: محمدعلی هادی‌زاده (کاردار) | سفیر ایران در واتیکان ۱۹۹۱-۱۹۹۷ | پسین: محمدهادی عبدخدایی |